# Football Manager 2018
Football Manager 2018 is een sportsimulatiespel ontwikkeld door Sports Interactive. Het spel wordt uitgegeven door Sega en kwam op 10 november 2017 uit voor Android, iOS, Linux, macOS en Windows. Er zijn drie versies van het spel: Football Manager 2018, het hoofdspel voor Linux, macOS en Windows, Football Manager Mobile 2018 voor Android en iOS en Football Manager Touch 2018 die voor alle vijf de platformen beschikbaar is. Op 13 april 2018 kwam de Touch-versie ook uit voor de Nintendo Switch.
In het spel speel je als de manager van een voetbalteam naar keuze. Football Manager 2018 heeft een database met ruim 700.000 (jeugd)voetballers en patent op de meeste landen, clubs en spelersnamen. Ook kun je in de spelerstunnel en in de kleedkamer adviezen geven en een teamgesprek houden, of je uitlaten tegen geruchten in de pers.